# Sehnsucht, Romanze
Sehnsucht, Romanze, op. 259, är en romans av Johann Strauss den yngre. Den spelades första gången den 14 september 1861 i Pavlovsk i Ryssland. 

## Historia
Johann Strauss tillbringade tolv mycket framgångsrika konsertsäsonger i Ryssland mellan 1856 och 1865. Dessa år visade sig inte bara vara ekonomiskt lönsamma, utan tillhör även de mest musikaliskt produktiva perioderna i hans karriär. För sin ryska publik skapade Strauss också flera instrumentala romanser. Målet var att intresserad ryssarna för österrikisk musik. Musikprogrammen fokuserade naturligtvis på hans egen musik men med åren steg andelen rysk musik i konserterna. Dessutom försökte Strauss från början berika de wienska dansformerna med slaviska motiv. Med särskild omsorg anammade Strauss också en konstgenre som länge hade använts inom rysk nationell musik: den elegiska och melankoliska romansen.  
Mellan 1860 och 1865 komponerade Strauss sex musikaliska romanser varav två, Sehnsucht, Romanze (Romans nr 3) och Romanze Nr. 4 (1864), förblivit opublicerade. Av de fyra publicerade tillkom de två första (Romans i d-moll och g-moll) förmodligen i Pavlovsk sommaren 1860 och förekom i en pianoversion utgiven av Strauss ryske förläggare A. Büttner i Sankt Petersburg. Den tredje, i g-moll, skrevs för orkester och kornett som soloinstrument. Konserterna i Pavlovsk innehöll tämligen ofta solon för kornett, ett bleckblåsinstrument med stor flexibilitet. Sehnsucht, Romanze framfördes första gången den 14 september 1861 och spelades ytterligare sex gånger under sommaren. Året därpå spelades den endast en gång. Büttner publicerade en utgåva av Sehnsucht, Romanze och lade till en fransk översättning, Le désir, Romance för att tillfredsställa den ryska förkärleken för det franska språket. Dessvärre verkar inga kopior har överlevt. Som tur är innehar "Sjostakovitj-biblioteket" i Sankt Petersburg en kopia av partituret, utfört av A. Marinzoff som var andre violinist i Capelle Strauss i Pavlovsk. Kopian är daterad 13 oktober 1861. Publiken i 1800-talets Wien delade inte den ryska publikens förkärlek till den musikaliska romansen. Av den anledningen publicerades aldrig verket i Wien och framfördes hellre aldrig där. 
När Büttner publicerade Seshnsucht, Romanze gav han den opusnumret 259, vilket var helt logiskt då det var det numret som stod på tur. Men Strauss förläggare i Wien, Carl Haslinger, hade ingen vetskap om detta, så när han publicerade Strauss Chansonette-Quadrille gav han den också opusnumret 259. Därför finns det två verk med samma opusnummer: 259.

## Om verket
Speltiden är ca 4 minuter och 15 sekunder plus minus några sekunder beroende på dirigentens musikaliska tolkning.

## Weblänkar
- Sehnsucht, Romanze i Naxos-utgåvan.